# Pogonomyrmex schmitti
Pogonomyrmex schmitti är en myrart som beskrevs av Auguste-Henri Forel 1901. Pogonomyrmex schmitti ingår i släktet Pogonomyrmex och familjen myror.

## Underarter
Arten delas in i följande underarter:
- P. s. aterrimus
- P. s. darlingtoni
- P. s. schmitti
- P. s. sublaevigatus

## Bildgalleri

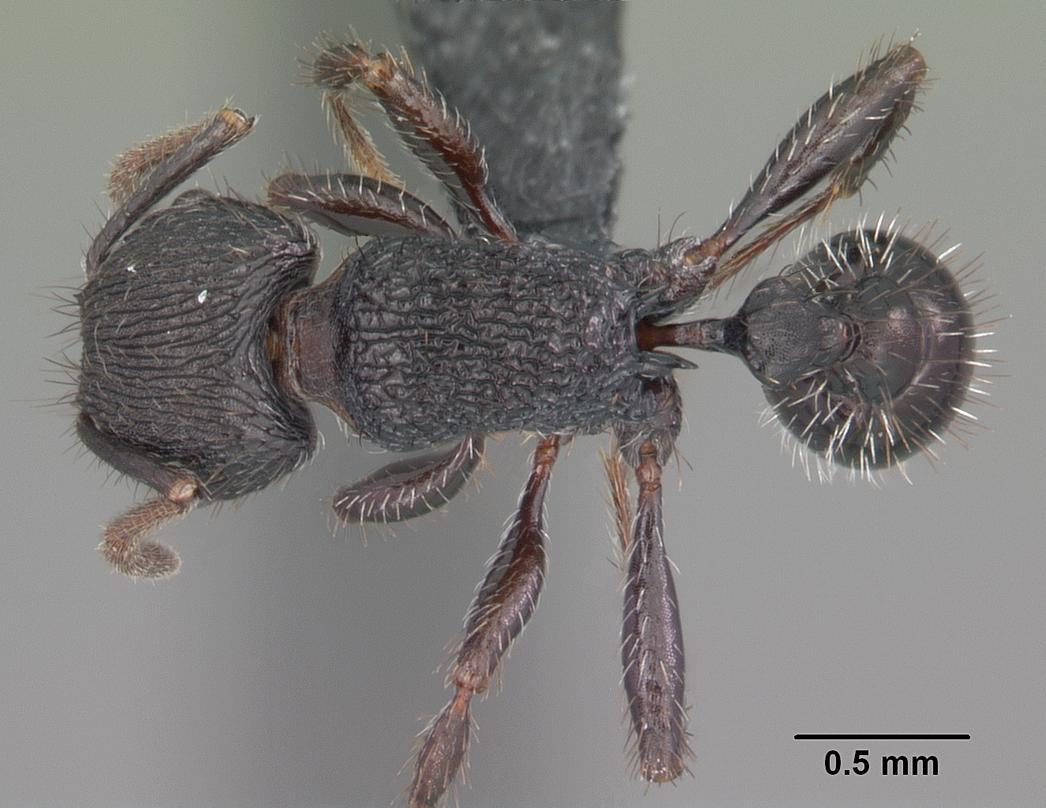
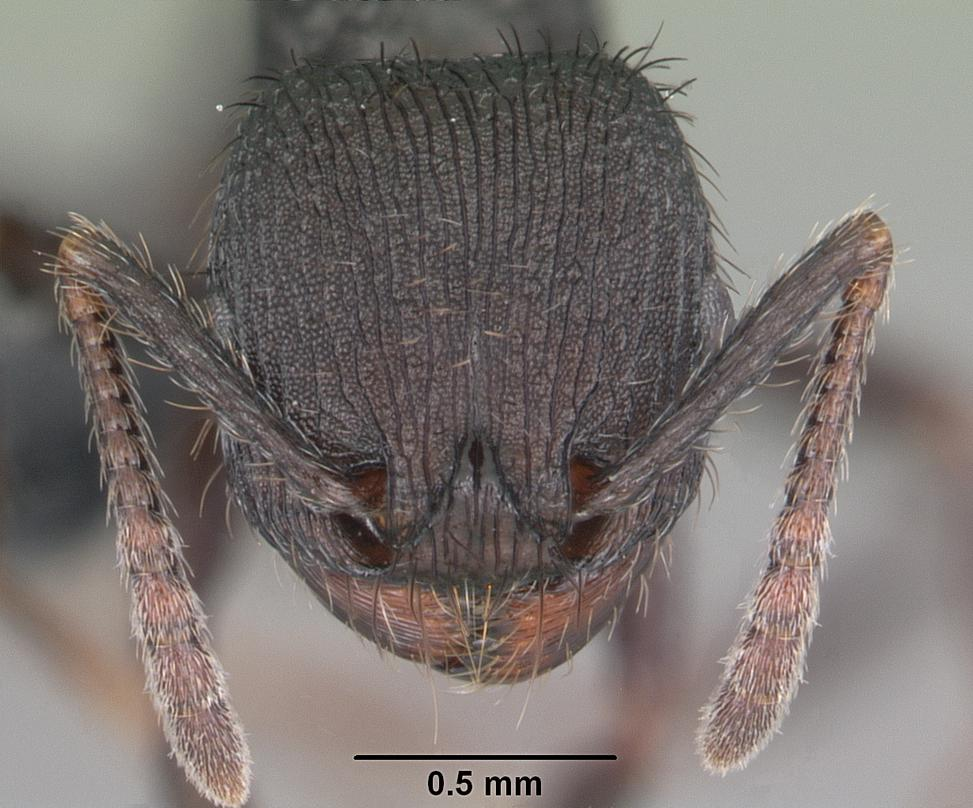
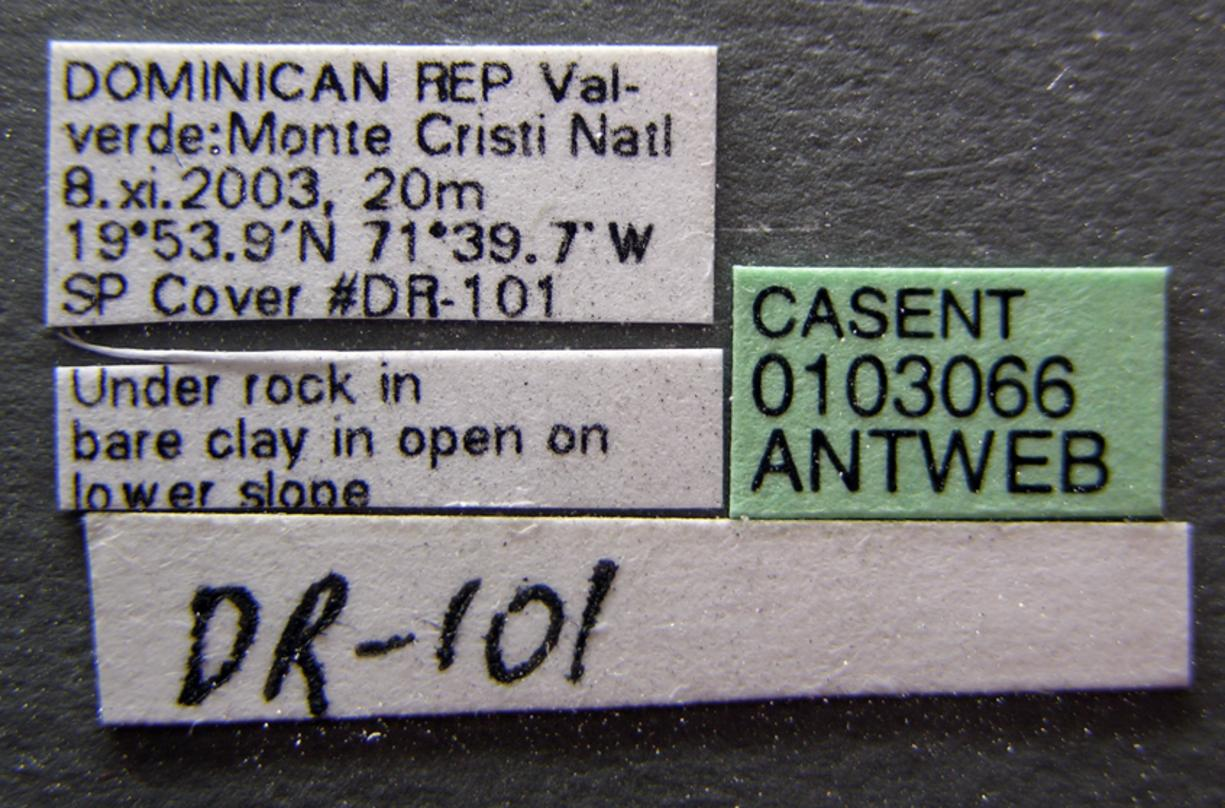
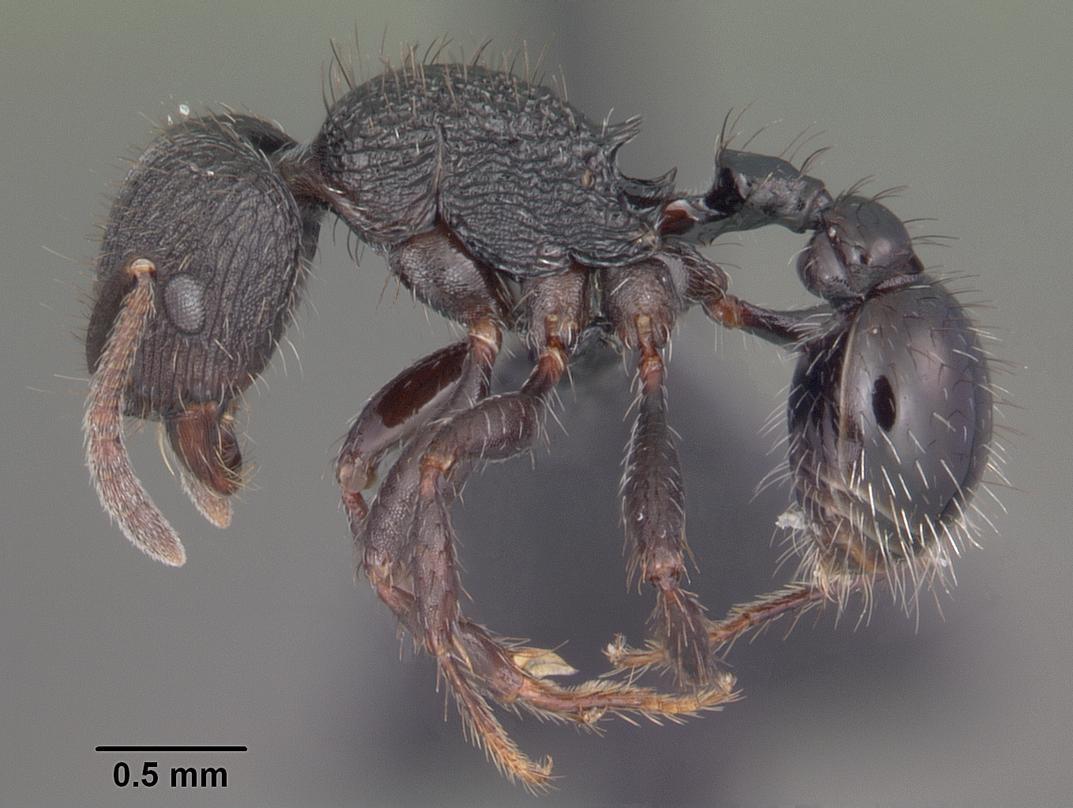
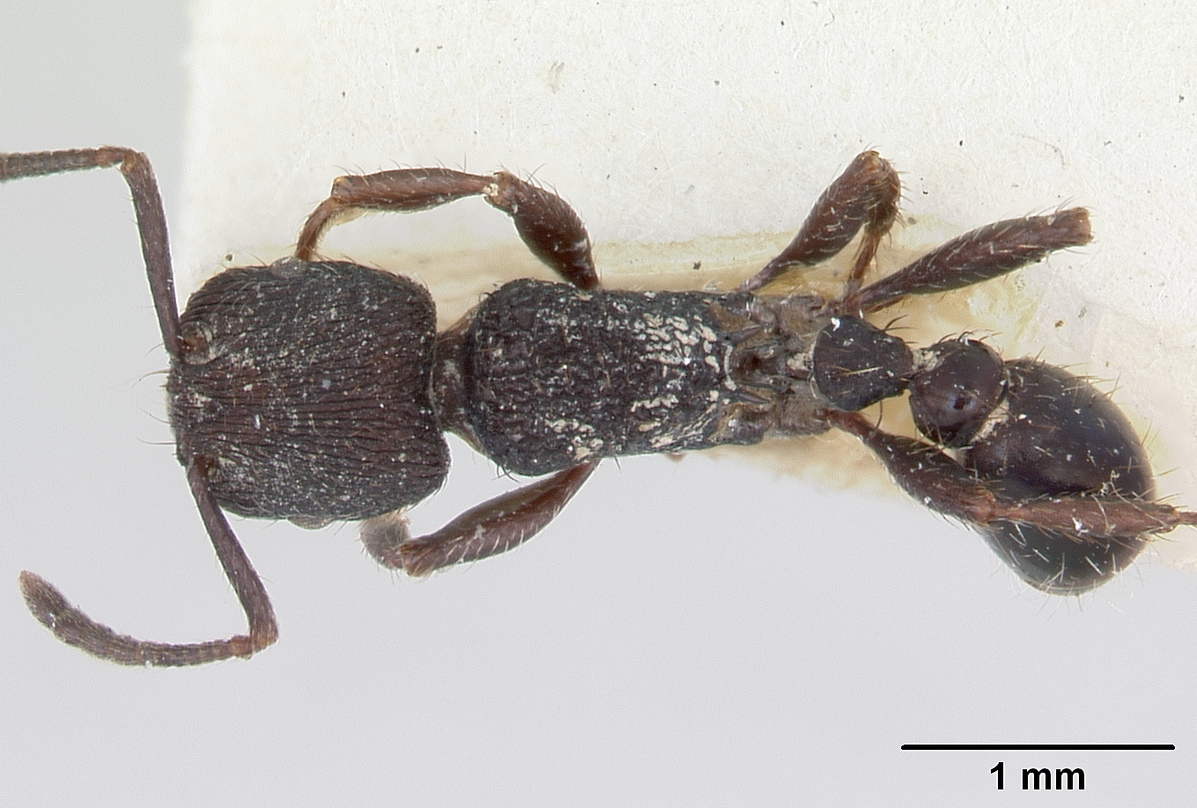
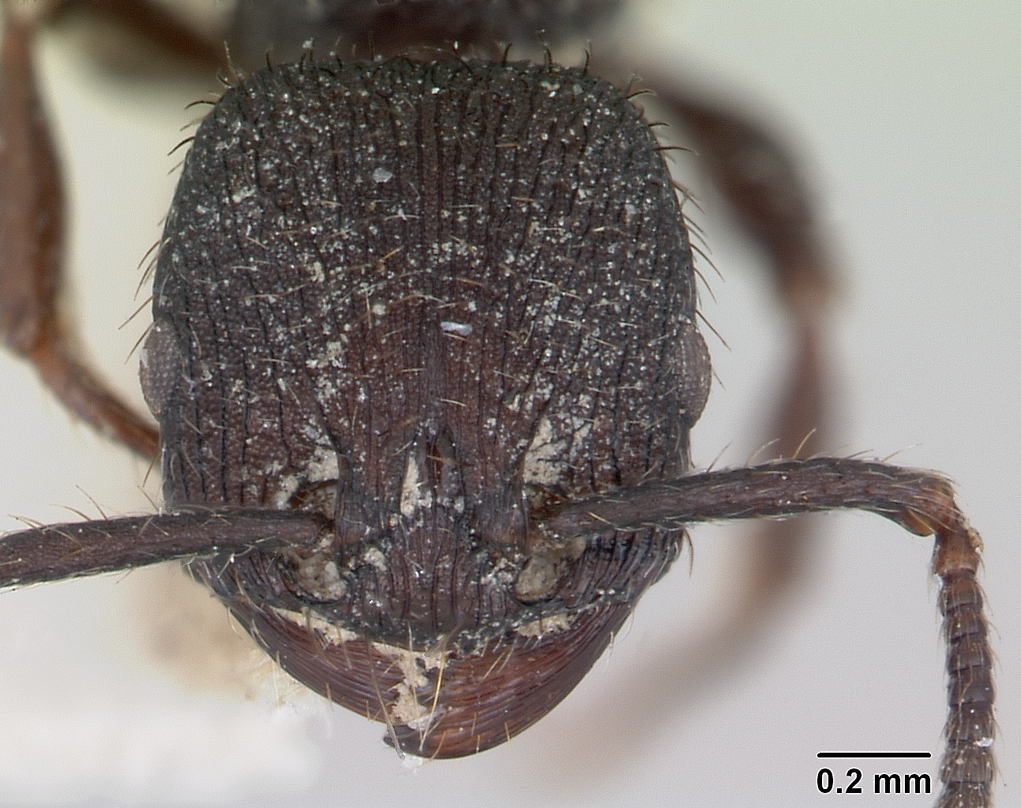